# Gudrun Brug
Gudrun Brug (* 10. Juni 1949 in Börlas/Oberallgäu) ist eine deutsche Schriftstellerin.

## Leben
Gudrun Brug absolvierte ein Studium der Germanistik und Philosophie an der Universität Heidelberg und an der Freien Universität Berlin, das sie mit dem Magistergrad abschloss. Von 1981 bis 1986 sowie 1990 war sie Dozentin am Bennington College in Bennington, Vermont, USA.
Sie übersetzte und lektorierte medizinische, literarische, philosophische, journalistische und esoterische Literatur, war Mitherausgeberin der Literaturzeitschrift 8 ½ 11 und veröffentlichte auch eigene Texte. 1983 nahm sie am Ingeborg-Bachmann-Literaturwettbewerb in Klagenfurt teil. 
Sie arbeitete als freie Autorin, Übersetzerin und Lektorin.
Gudrun Brug lebt und arbeitet in Berlin.

## Werke

### Prosa
- Die Schande, Roman, Luchterhand-Verlag, Darmstadt 1980, ISBN 3-472-86515-6, Neuauflage in Sammlung Luchterhand 1982, ISBN 3-472-61371-8.
- Ostergroschen, Luchterhand-Verlag, Darmstadt/Neuwied 1987, ISBN 3-472-86651-9.

### Rundfunk
- Der Zossek,  in der Reihe Ohrenbär des SFB, 1992
- Bodo und die Kürbisstange, in der Reihe Ohrenbär des SFB, 1997